# Elatostema surigaoense
Elatostema surigaoense es una especie de planta del género Elatostema, perteneciente a la familia Urticaceae.

## Taxonomía
Elatostema surigaoense fue descrita por Adolph Daniel Edward Elmer en 1915.

## Distribución
Se encuentra en el territorio de Filipinas.